# Eulemur macaco
Il lemure macaco o lemure nero, Eulemur macaco (Linnaeus, 1766), conosciuto anche come maki macaco o maki nero,  è una specie di lemure appartenente alla famiglia Lemuridae. Come tutti i lemuri, è endemica al Madagascar. Originariamente, si pensava che la specie avesse due sottospecie, Eulemur macaco macaco e Eulemur macaco flavifrons, entrambi in seguito elevati allo status di specie da Mittermeier et al. nel 2008 rispettivamente a Eulemur macaco e Eulemur flavifrons. La differenza più evidente tra le due specie è il colore degli occhi; Eulemur flavifrons, il lemure nero dagli occhi azzurri, presenta occhi azzurri, mentre Eulemur macaco, il lemure macaco, ha occhi marroni o arancioni, e presenta dei ciuffi di pelo sulle intorno alla faccia.
Entrambe le specie vivono nel nord-ovest del Madagascar. Il lemure macaco si trova nelle foreste umide della regione di Sambirano, in Madagascar e nelle isole vicine. Il lemure nero dagli occhi azzurri è limitato alla penisola di Sahamalaza e alle foreste adiacenti. È stato osservato come nelle aree in cui l'areale delle due specie si sovrappongono, le due specie possono ibridarsi, come nella Riserva Speciale di Manongarivo.

## Distribuzione e habitat
Questi animali sono diffusi nella regione nord-occidentale del Madagascar e sulle prospicienti isole di Nosy Be e Nosy Komba: sull'isola principale, il fiume Andranomalaza separa l'areale di E. macaco, a nord, da quello di Euemur flavifrons, a sud.
Vive principalmente nella foresta pluviale, sia primaria (ossia ancora intatta) che secondaria (foresta ricresciuta a seguito di un taglio); con l'antropizzazione crescente del suo areale, la specie si è adattata a vivere anche nelle piantagioni e nei giardini pubblici.

## Descrizione

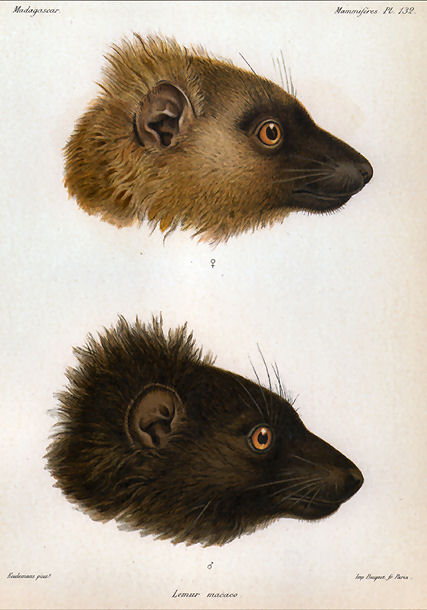
Dimorfismo sessuale: femmina (in alto) e maschio (in basso)

### Dimensioni
Si tratta di animali della taglia di un gatto domestico: il corpo è lungo 50–54 cm e la coda ne misura altrettanti, per un peso che raggiunge i 2,5 kg.

### Aspetto
È presente un dimorfismo sessuale assai accentuato, sotto forma di dicromatismo: i maschi hanno il pelo nero, talvolta picchettato di rossiccio sugli arti e sul tronco, mentre le femmine hanno un manto bruno-rossiccio con sfumature color porpora sul dorso, mentre la zona ventrale del corpo è biancastra.
Ambo i sessi possiedono una "barba" a collana, che nel maschio è nera, mentre nella femmina è bianco crema.

## Biologia

### Comportamento

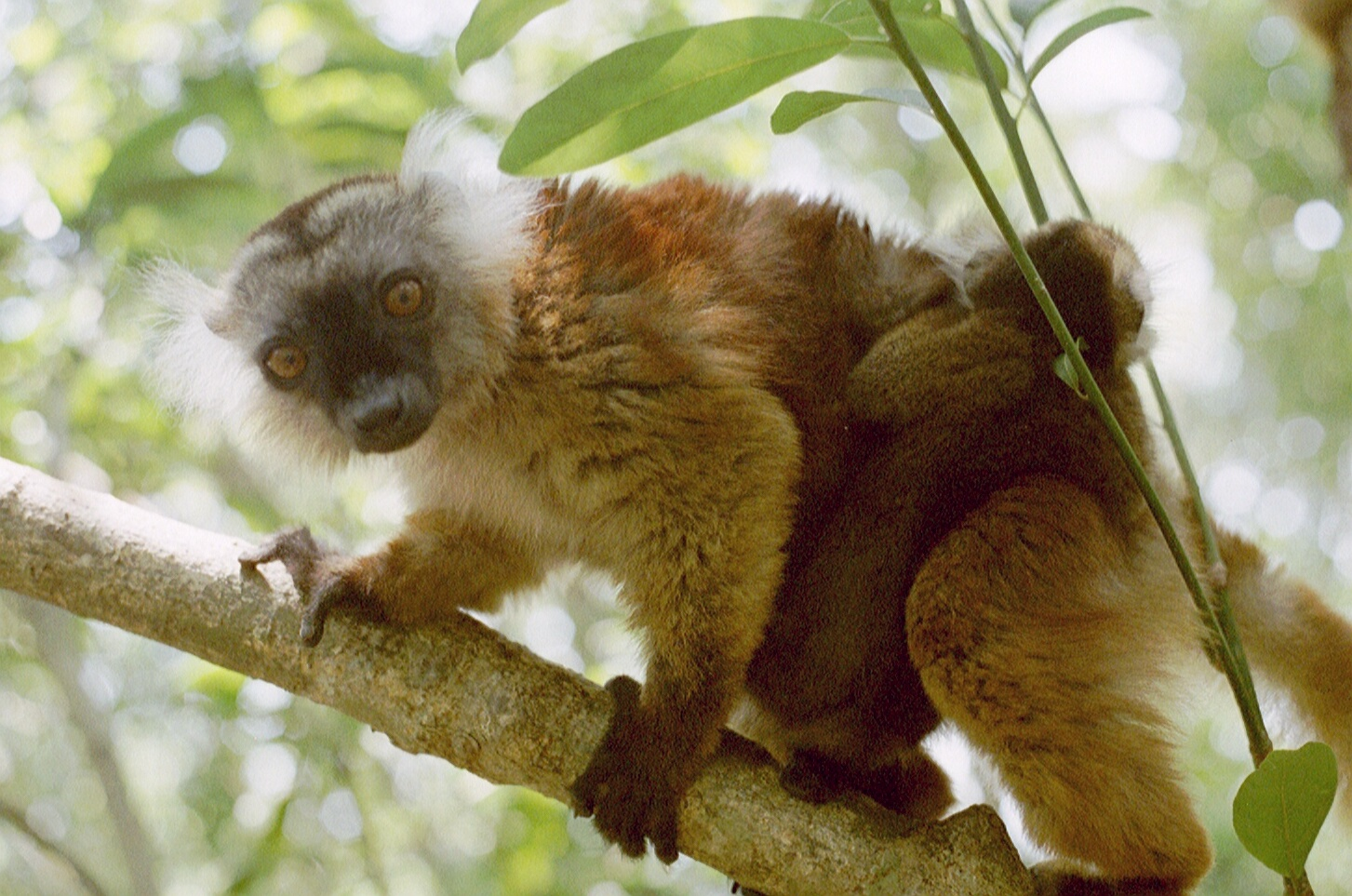
Femmina con cucciolo

Si tratta di animali sociali, che vivono in gruppi che vanno da 7-15 individui, solitamente imparentati fra loro: i maschi sono solitamente in numero maggiore rispetto alle femmine, che dal canto loro hanno posizione di dominanza, che si manifesta ad esempio nella scelta dei giacigli migliori per riposare o nell'ordine in cui gli animali raggiungono una fonte di cibo.
I membri del gruppo comunicano fra loro tramite segnali odorosi e sonori e (seppur limitate) espressioni facciali: molto importante per allacciare o rinforzare relazioni sociali è l'attività di grooming, ossia l'attività di pulizia reciproca, per espletare la quale questi animali hanno sviluppato una conformazione particolare degli incisivi inferiori ed un'apposita unghia sulle zampe posteriori.
Sono animali principalmente arboricoli, che si muovono fra i rami più alti saltando e correndo. In caso di pericolo improvviso dal quale non può mettersi in salvo fuggendo, il maki macaco si finge morto e si lascia cadere dal ramo su cui si trova, salvo poi afferrarsi ad altri rami più in basso e sparire nel sottobosco.

Maschio che si alimenta di frutta

### Alimentazione
Durante la stagione delle piogge, questi animali hanno un regime alimentare prevalentemente frugivoro, anche se sono stati avvistati esemplari nutrirsi di funghi ed occasionalmente millepiedi.
Durante la stagione secca, invece, la dieta include principalmente nettare, foglie e semi.

### Riproduzione
La riproduzione di questi lemuri è un meccanismo ancora non approfonditamente studiato: negli zoo, infatti, si tende ad ospitare un'unica coppia di questi animali, mentre in natura, vivendo essi in gruppo, le femmine scelgono il proprio partner a piacimento. Ne consegue che (similmente alle specie di cappuccino) coppie assortite a caso si riprodurranno solo eccezionalmente in cattività.
La stagione degli amori va da giugno a luglio: la gestazione dura circa 4 mesi, in modo che i cuccioli (solitamente uno, ma non è infrequente imbattersi in femmine con due gemelli) nascano fra ottobre e dicembre, ossia nella primavera australe, quando c'è maggior disponibilità di cibo.
I cuccioli nascono di colore scuro e solo verso i sei mesi d'età raggiungono il colore specifico per il sesso: nelle prime tre settimane di vita si tengono saldamente attaccati al ventre materno, mentre in seguito si spostano sul dorso e ben presto cominciano i primi tentativi di seguire la madre autonomamente.
La femmina si occupa delle attività di grooming, della difesa e della socializzazione dei propri piccoli: non è chiaro invece il ruolo del maschio nelle cure parentali, sebbene in cattività sono stati registrati vari episodi di infanticidio.
Lo svezzamento viene completato attorno ai sei mesi d'età: a due anni i giovani sono maturi sessualmente, ma in genere passa almeno un anno prima che comincino ad accoppiarsi.

### Speranza di vita
In cattività, i maki macaco vivono facilmente oltre i 30 anni: il record di longevità di questa specie è di 36 anni e mezzo. Si pensa perciò che in natura la speranza di vita di questi animali sia di circa 25 anni.

## Conservazione
La Lista rossa IUCN classifica questa specie come in Pericolo.

## Nella cultura di massa
In tutto il suo areale, il maki macaco è considerato portatore di cattive nuove ed è in generale un tabù ucciderne uno: sull'isola di Nosy Komba è considerato un messaggero dell'oltretomba ed ucciderne uno vuol dire attirare l'ira delle anime dei defunti sul villaggio dell'uccisore.